# Multipelkörning

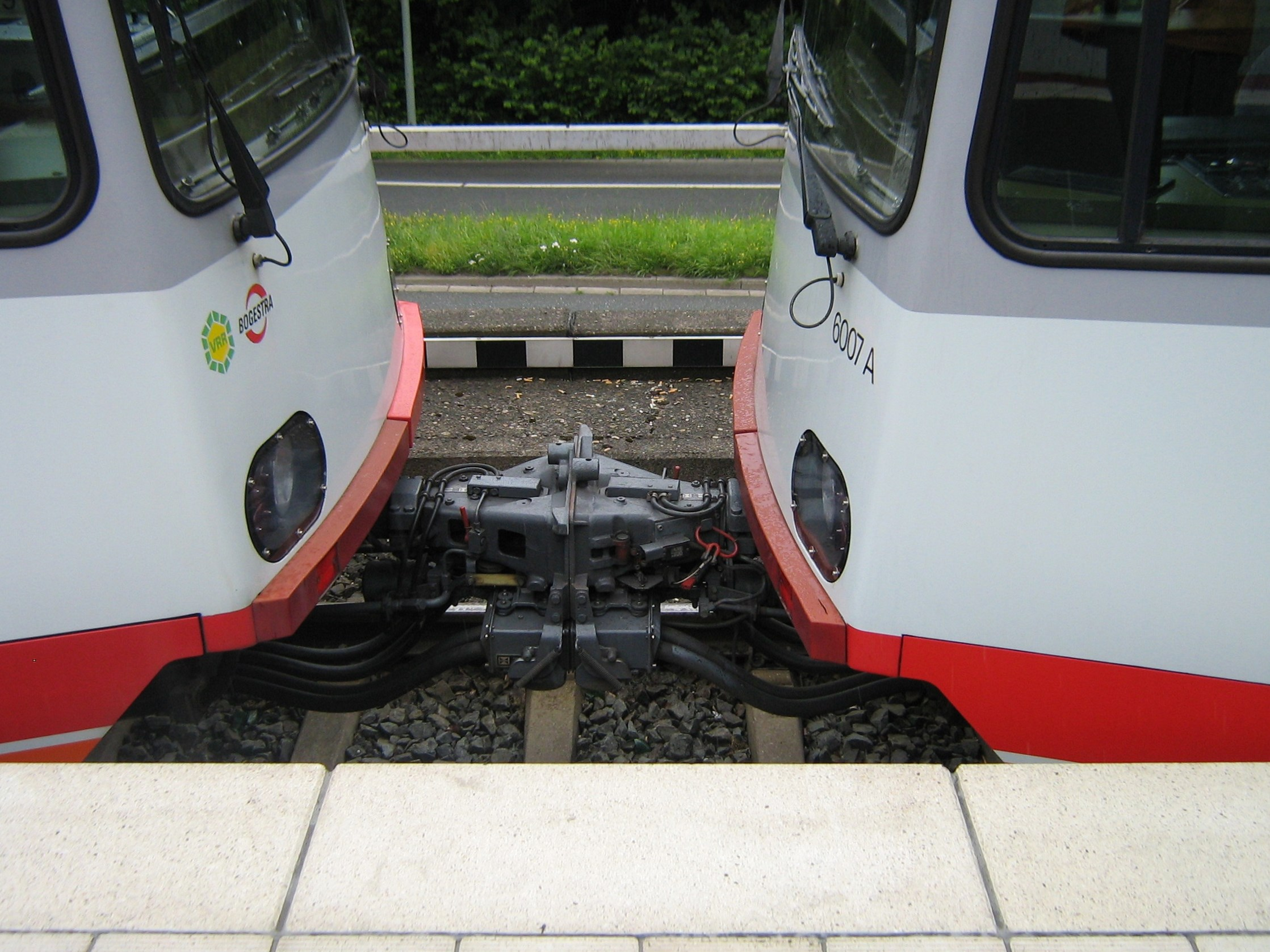
Multipelkopplade motorvagnar

Med multipelkörning eller multipeldrift menas att samma förare manövrerar två eller flera dragfordon i samma tåg, till exempel i Stockholms tunnelbana. Det finns många multipelkörbara ellok, diesellok, motorvagnar, rälsbussar, tunnelbanevagnar och spårvagnar. Även enstaka trådbussar och ånglok har förekommit i multipeldrift.
Med "lok" avses här även manövervagnar, motorvagnar, spårvagnar och andra multipelkörbara fordon.

## Historik

### Järnväg
Redan tidigt i järnvägens historia hände det att tågen blev för tunga för att dras av bara ett ånglok. En lösning på problemet var att koppla två ånglok, med varsin förare och eldare, till tåget. Föraren på det främre loket fick då signalera med ångvisslan för att föraren på det bakre loket ("koppelloket") skulle kunna göra samma manövrer. Att köra med koppellok på detta sätt förekommer faktiskt fortfarande, även i Sverige. Men det är förstås dyrare eftersom det krävs två förare och eldare, och det kan även vara svårt att få loken att dra jämnt.
Lösningen kom, nästan osökt, med elektrifieringen av järnvägarna. De elektriska loken var redan från början ofta konstruerade på ett sätt som möjliggjorde multipeldrift, men trots detta körde man oftast ändå med två förare när det var två ellok i tåget. När tågen blev tyngre och personalkostnaderna ökade, kunde ibland betydande besparingar uppnås genom att införa multipeldrift. Ibland fick man bygga om loken för att kunna göra detta, i Sverige är Du2 ett exempel på en ombyggd loktyp.
Moderna lok är nästan alltid multipelkörbara, ibland bara inom samma typ, ibland även med lok av andra typer. Det finns egentligen ingen europeisk standard för multipelkörbarhet. Däremot är så gott som alla USA-konstruerade diesellok byggda från 1950 och framåt samkörbara med varandra. I Sverige byggdes många sådana lok på licens av NOHAB.

### Spårväg
På spårvägarna infördes multipeldriften i många fall första efter andra världskriget. Det främsta skälet till detta är att spårvagnar i allmänhet kör på lågspänd likström, vilket innebär att en enkel kontroller räcker för manövreringen. En sådan vagn är inte multipelkörbar. För att transportera fler passagerare kan man antingen koppla till släpvagnar eller köra tätare turer.
När man ville köra längre tåg utan tidsförlust, blev det vanligt med multipeldrift. Exempelvis i Göteborg avskaffades i praktiken släpvagnarna helt under 1970-talet, till förmån för tåg med endast motorvagnar.

### Tunnelbana
I princip alla tunnelbanor i världen trafikeras med multipelkörbara elektriska motorvagnståg. Vissa tunnelbanor, som Londons, är till stora delar gamla järnvägar, medan andra har utvecklats ur spårvägen. Till de senare hör Stockholms tunnelbana, som har många kraftiga lutningar.
Kraftiga lutningar, litet utrymme och tät trafik är några av de huvudsakliga anledningarna till att använda multipeldrift i tunnelbanor. Genom att ha små motorer, på åtminstone de flesta vagnarna i tåget, och låta alla driva fram tåget samtidigt, så får man stor motoreffekt i förhållande till tågvikt och tillgängligt utrymme. Tåget får en god acceleration och många sittplatser. Dessutom går det att köra tåget från båda ändarna. Om något fel uppstår, så kan tåget ofta köras undan genom att föraren kör från till exempel bakänden - en annan tjänsteman får då hålla uppsikt framåt från den trasiga första vagnen.

## Teknik
Utrustningen fungerar i princip så att förarens manövrer, i form av elektriska signaler, överförs till manöverströmsledningar (multipelledningar) som går från ena änden av loket till den andra. Från ett lok till ett annat överförs signalerna antingen genom multipelkablar, som ansluts till kopplingsdosor, eller genom automatkoppel. Även tryckluftledningar kan användas för att överföra manöverimpulser (oftast på dieselfordon, till exempel för att ange önskat varvtal på drivmotorerna).
En manövervagn är ett fordon som saknar motorer, men har utrustning för att manövrera ett lok eller en motorvagn som går längre bak i tåget. Förarens manövrer överförs dit på precis samma sätt som vid multipeldrift. Manövervagnarna uppfanns främst för att slippa göra rundgång vid ändstationerna, i stället behöver endast föraren gå från tågets ena ände till den andra.
En speciell form av multipeldrift är så kallad seriell multipelstyrning (SMS) som används bland annat i tågen Stockholm - Uppsala. I detta system sker överföringen genom seriell kommunikation, på ungefär samma sätt som mellan dator och skrivare. Fördelen med detta är att det behövs färre ledare i multipelkabeln. På moderna fordon, med datorstyrd drivutrustning, är seriell kommunikation mer eller mindre nödvändig. På äldre fordon används parallell kommunikation, alltså en multipelledning per funktion. På Lidingöbanans gamla motorvagnståg från 1944 fanns det till exempel 34 multipelledningar i varje koppel.
I Sverige var Saltsjöbanan tidigt ute med multipeldrift. När elektriska motorvagnar inköptes 1913, byggde man om några gamla personvagnar till manövervagnar, och vid hög belastning körde man multipeldrift. Ett 5-vagnarståg kunde till exempel vara sammansatt så här: Manövervagn - motorvagn - manövervagn - motorvagn - manövervagn. Dylika tåg användes ända fram till 1976, då man fick nya fordon av samma typ som i tunnelbanan.
Förutom att manövrera själva drivutrustningen, kan tågpersonalen ofta även öppna och stänga dörrar, göra högtalarutrop och signalera till varandra genom multipelledningar. Multipelledningar används även för att överföra information till föraren, exempelvis om att oljetrycket är för lågt i bakre loket eller att dörrarna är stängda på ett motorvagnståg. På moderna fordon finns avancerade felsökningssystem, som fungerar på motsvarande sätt.